# جون ليتيل
جون ليتيل (بالإنجليزية: John Litel)‏ هو ممثل أمريكي، ولد في 30 ديسمبر 1892 في الولايات المتحدة، وتوفي بنفس المكان في 3 فبراير 1972.

## أعمال

### أفلام
- (1937) حياة إميل زولا
- (1938) إيزابيل
- (1946) الأخت كيني
- (1948) كي لارغو
- (1965) أبناء كيتي إلدر

## وصلات خارجية
- جون ليتيل على موقع IMDb (الإنجليزية)
- جون ليتيل على موقع ألو سيني (الفرنسية)
- جون ليتيل على موقع أول موفي (الإنجليزية)
- جون ليتيل على موقع قاعدة بيانات برودواي على الإنترنت (الإنجليزية)
- جون ليتيل على موقع قاعدة بيانات برودواي على الإنترنت (الإنجليزية)
- جون ليتيل على موقع قاعدة بيانات الأفلام السويدية (السويدية)
- جون ليتيل على موقع إن إن دي بي (الإنجليزية)
- جون ليتيل على موقع قاعدة بيانات الفيلم (الإنجليزية)
- جون ليتيل على موقع كينوبويسك (الروسية)